# Мазурівка (Чортківський район)
Мазу́рівка — село в Україні, Тернопільська область, Чортківський район, Білобожницька сільська громада. Було підпорядковане Білобожницькій сільській раді. Розташоване на заході району. Через село пролягає автодорога Т 2001 Бучач — Чортків — Скала-Подільська.

## Назва
Назва села, ймовірно, походить від мазурів — польських колоністів. Куток села біля старого залізничного переїзду називається Медведівкою.

## Історія
До 2015 року село мало статус хутора і було приєднано до с. Білобожниця.
Рішеннями від 9 квітня та 25 червня 2015 року Тернопільська обласна рада відновила село, взяла його на облік і підпорядкувала Білобожницькій сільській раді. Від 4 вересня того ж року ввійшло у склад Білобожницької сільської громади.
12 червня 2020 року, відповідно до розпорядження Кабінету Міністрів України № 724-р «Про визначення адміністративних центрів та затвердження територій територіальних громад Тернопільської області» увійшло до складу Білобожницької сільської громади.
19 липня 2020 року, в результаті адміністративно-територіальної реформи та ліквідації Чортківського району (1940—2020), увійшло до складу новоутвореного Чортківського району.
У 2021 році відбувся режисерський показ документального фільму "Марія" режисерки Марії Яремчук з циклу «Жива УПА» про уродженку села Ромашівка Марію Штепу. 

## Релігія
У селі є дві каплички. Одна з них — капличка Матері Божої Містичної Троянди — на місці старої зупинки, а фігурку Богородиці передав з Польщі колишній мешканець села, римо-католицький ксьондз Юзеф Білявський. Освячена в листопаді 2013 року.
У Мазурівці ніколи не було цвинтаря: людей після відспівування (відчитування) біля каплички ховають на цвинтарях у Білобожниці або Джурині.

## Освіта
У 1949 році в Мазурівці функціонувала початкова школа.
Нині школи в селі немає, діти навчаються в сусідній Білобожниці.

## Соціальна сфера
Є клуб (приміщення в аварійному стані), фельдшерсько-акушерський пункт, магазин із бенкетним залом.

## Господарство
Земельні паї селян орендують ПАП «Дзвін» та «Агрополіс».

## Населення
У 1952 році на хуторі було 69 будинків, у яких проживало 243 особи. У 2014 — 59 дворів і 128 осіб.
| Чисельність населення, чол. | Чисельність населення, чол. | Чисельність населення, чол. |
| 1952                        | 2014                        | 2018                        |
| --------------------------- | --------------------------- | --------------------------- |
| 243                         | 128                         | 164                         |

## Галерея

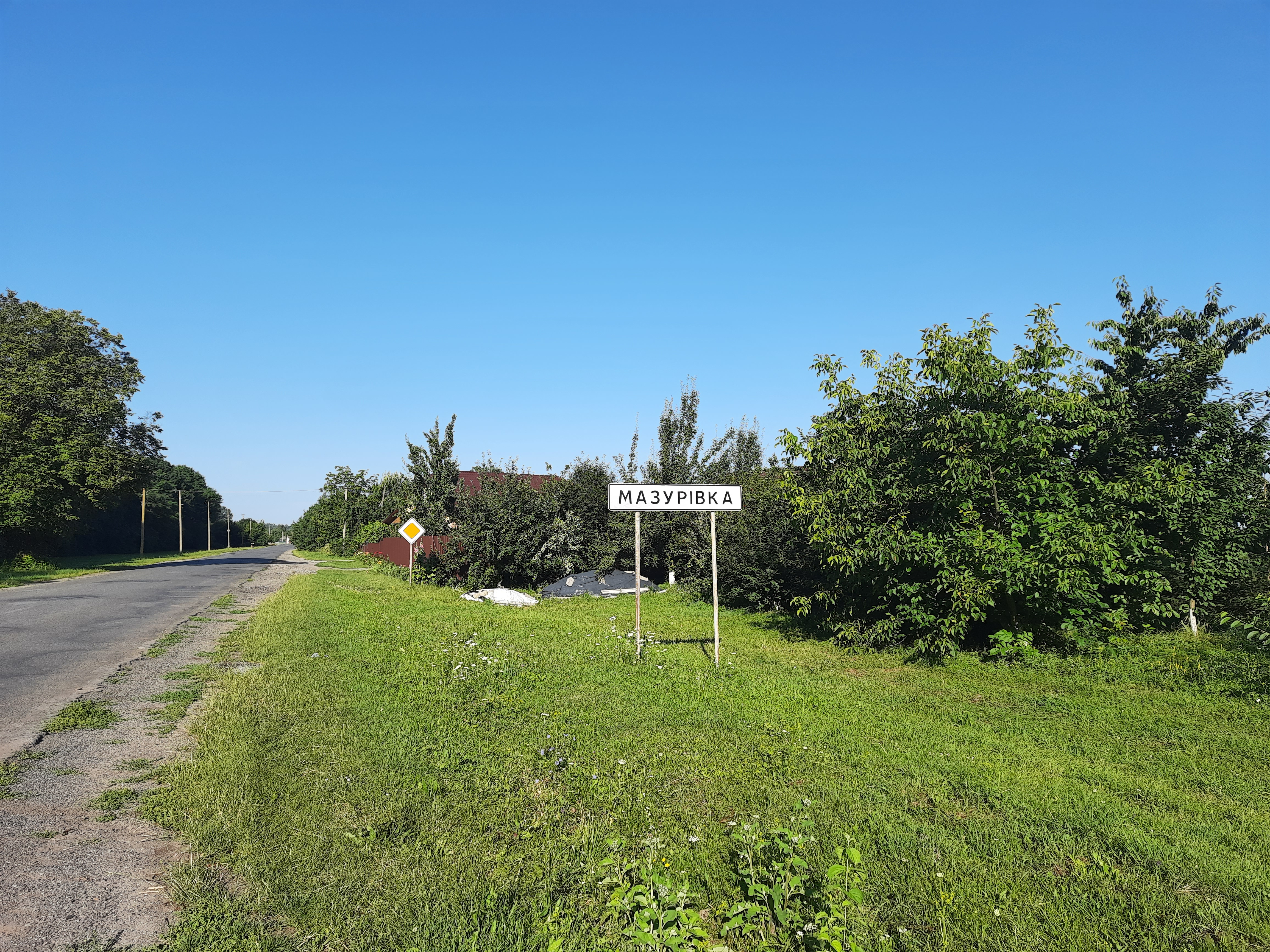
Дорожній знак при в'зді в село
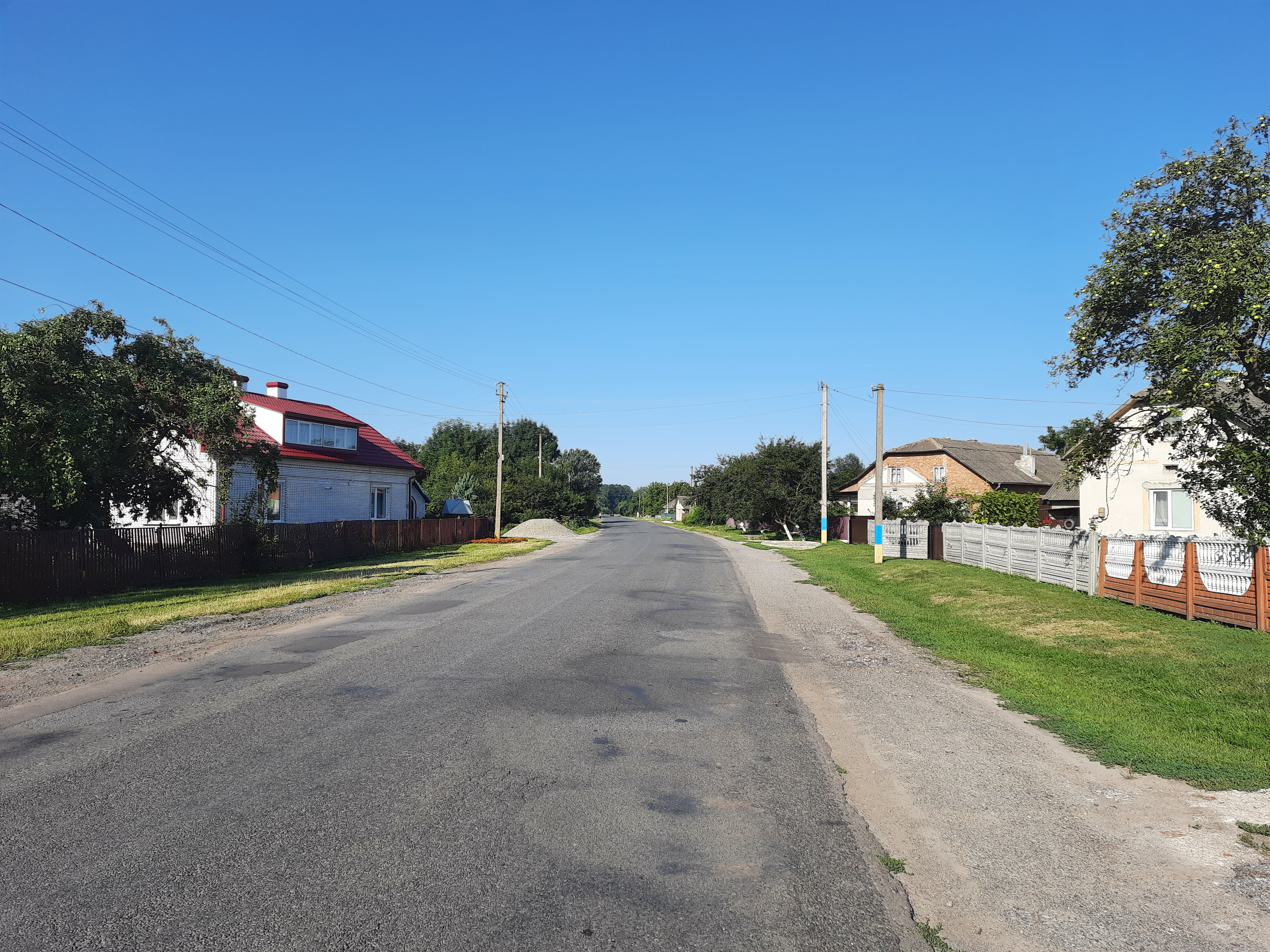
Дорога через село
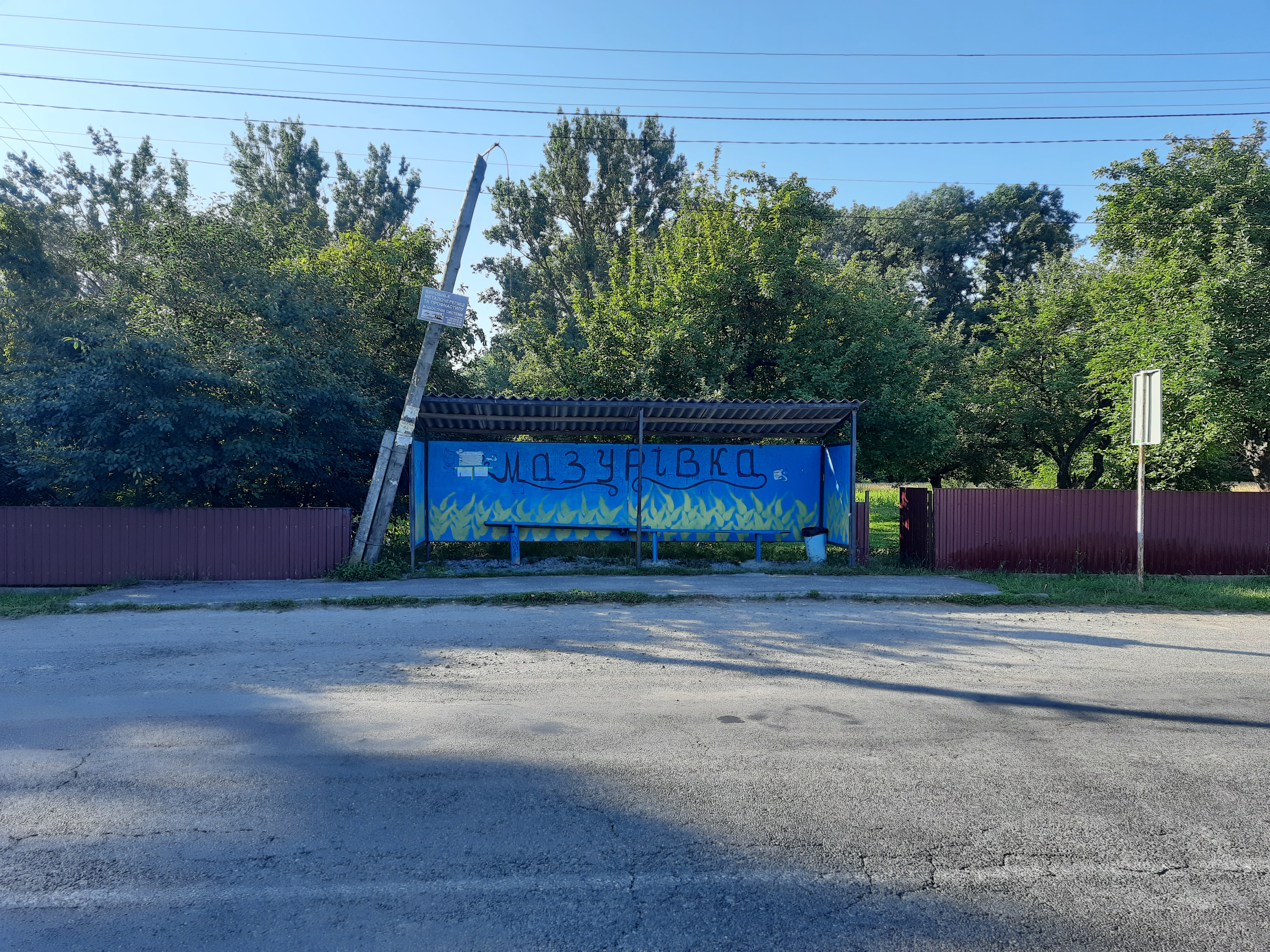
Автобусна зупинка
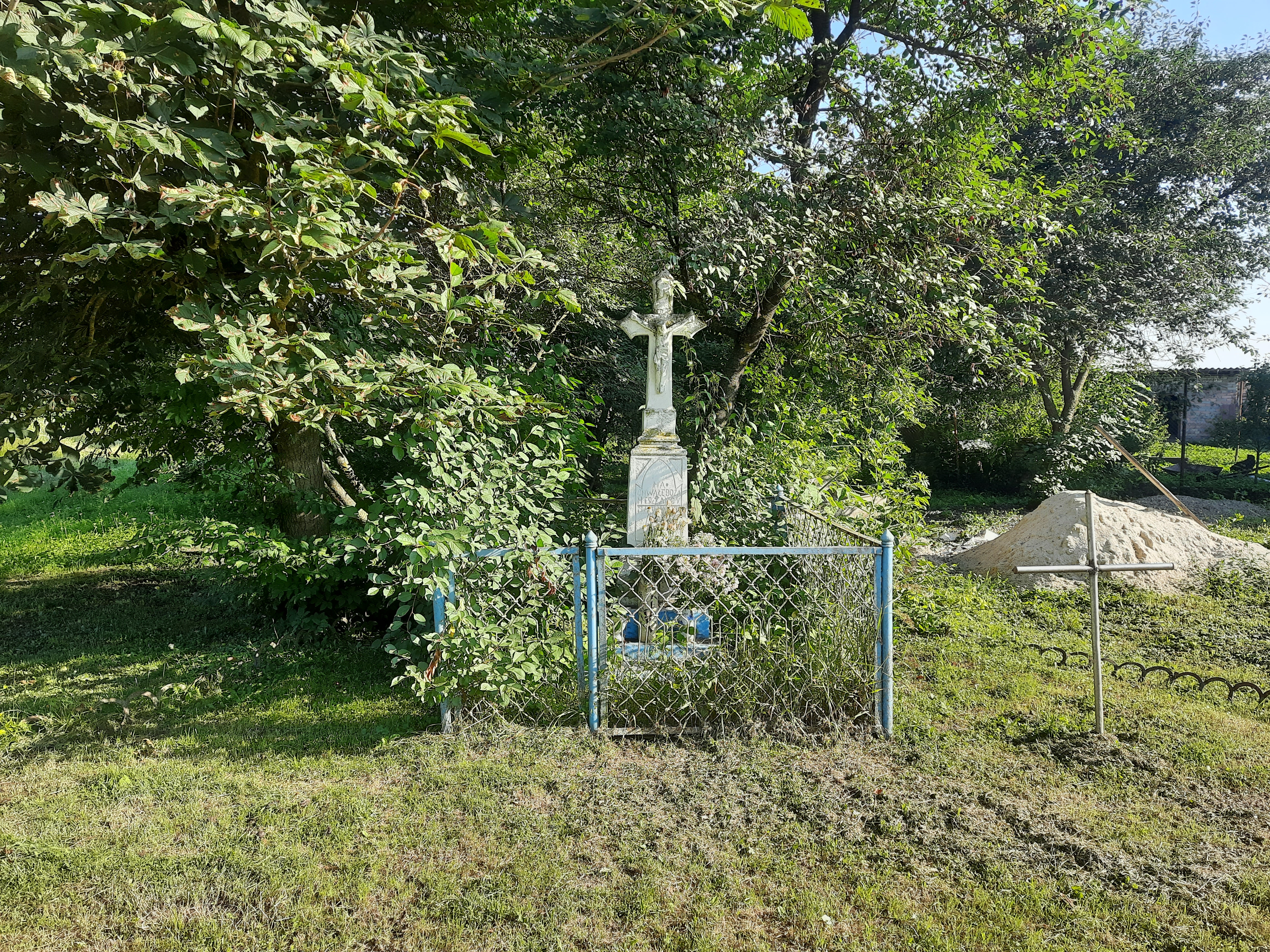
Пам'ятний хрест при дорозі